# 甲基紫2B
甲基紫2B是一种有机化合物，化学式为C23H26ClN3。

## 制备方法
- 由二甲基苯胺、甲醛、苯酚、食盐和硫酸铜共热氧化缩合制得。

## 常見用途

### 酸碱指示剂
甲基紫本身为碱性，pH变色范围为：
- 0.13~0.5：黄至绿
- 1.0~1.5：绿至蓝
- 2.0~3.0：蓝至紫

一般配制为0.1%的水溶液作测试。